# Hjernerystelse i sport
Hjernerystelse i sport er et problem for alle atleter, amatører som professionelle, børn som ældre. Hjernerystelse er en form for traumatisk hjerneskade. Gentagne hjernerystelser er en kendt årsag til forskellige neurologiske lidelser, især kendt er kronisk traumatisk encefalopati (CTE), der hos professionelle atleter har ført til tidlig pensionering, uforudsigelig adfærd og sågar selvmord. Fordi hjernerystelse ikke kan ses på røntgen eller CT-skanning, er forsøg på at forhindre hjernerystelse svær.